# درباره انقلاب
دربارهٔ انقلاب کتابی است که در سال ۱۹۶۳ توسط هانا آرنت نظریه‌پرداز سیاسی نوشته شد. در این کتاب، آرنت مقایسه‌ای از دو انقلاب اصلی قرن هجدهم، یعنی انقلاب آمریکا و انقلاب فرانسه ارائه می‌دهد. این کتاب با توسط عزت‌الله فولادوند در انتشارات خوارزمی در ایران چاپ شده‌است.

## تاریخ
دوازده سال پس از انتشار کتاب خاستگاه‌های توتالیتاریسم (۱۹۵۱)،  با نگاهی به آنچه که آرنت انقلاب‌های شکست خورده می‌نامد، وی با نگرشی مثبت، توجه خود را به پیش‌بینی جنبش‌های بی خشونت که دولت‌های دموکراتیک در سراسر جهان را به قدرت بازگرداند، تبدیل کرد. پیش‌بینی‌های وی کاملاً درست بود، این انقلابها عمدتاً اما ناخودآگاه بر اساس اصولی که وی ارائه کرده بود، رخ دادند. 